# Triac-Lautrait
Triac-Lautrait är en kommun i departementet Charente i regionen Nouvelle-Aquitaine i västra Frankrike. Kommunen ligger  i kantonen Jarnac som ligger i arrondissementet Cognac. År 2022 hade Triac-Lautrait 462 invånare.

## Befolkningsutveckling
Antalet invånare i kommunen Triac-Lautrait
Referens:INSEE